# Melolontha farinosa
Melolontha farinosa är en skalbaggsart som beskrevs av Ernst Gustav Kraatz 1864. Melolontha farinosa ingår i släktet Melolontha och familjen Melolonthidae. Inga underarter finns listade i Catalogue of Life.